# جيفري وليامز
جيفري وليامز (بالإنجليزية: Jeffrey Williams (astronaut))‏ (و. 1958 – م) هو رائد فضاء من الولايات المتحدة الأمريكية . ولد في سوبريور. تولى منصب قائد بعثة محطة الفضاء الدولية، البعثة 48 (18 يونيو 2016–)، وقائد بعثة محطة الفضاء الدولية، البعثة 22 (30 نوفمبر 2009–30 مارس 2010) .

## ريادة الفضاء
شارك في المهمات الفضائية:
- STS-101
- البعثة 22
- Soyuz TMA-20M
- البعثة 47
- البعثة 21
- Soyuz TMA-16
- البعثة 13
- Soyuz TMA-8
- البعثة 48.

## التعليم
تعلم في الأكاديمية العسكرية الأمريكية

## جوائز
حصل على جوائز منها:
- وسام "العمل الشجاع في الحرب الوطنية العظمى 1941-1945
- وسام الاستحقاق
- Medal "For Merit in Space Exploration".